# 派拉蒙电视网
派拉蒙电视网（英語：Paramount Network）是美国一家付费有线电视频道，隶属于派拉蒙全球旗下的派拉蒙国内传媒网事业部。
派拉蒙电视网最早是由WSM调幅广播电台与西屋广播公司合伙建立的纳什维尔电视网，于1983年3月7日正式开播。该频道的最初特色是提供具有美国南部风情的节目，例如：乡村音乐、综艺节目、户外节目和赛车报道（例如：纳斯卡）。1983年，纳什维尔电视网被盖洛德娱乐公司收购。在盖洛德娱乐在1991年收购乡村音乐电视频道之后，纳什维尔电视网的音乐节目被移动到乡村音乐电视频道上播出，而纳什维尔电视网则将专注于娱乐及生活类节目。1995年，西屋公司收购了乡村音乐电视频道和纳什维尔电视网；而在1999年，西屋公司又被维亚康姆收购。
在维亚康姆的管理下，纳什维尔电视网逐渐摒弃以往受乡村风格影响的节目，开始购置拥有更广泛受众的网外节目播出，例如：电影和体育节目。2000年9月，纳什维尔电视网更名为国家电视网（The National Network），恰逢《WWE Raw》节目在该频道首播。基于这点，维亚康姆称呼国家电视网为“常规娱乐频道”，但大众却认为是“中间美国频道”。2003年8月，维亚康姆集团将该频道改制为电视台并重新推出（Spike TV），该频道定位于年轻的成年观众群体。2006年，频道再度改名为，并重新定位于更多地关注动作类节目。2010年，将其受众调整为更具广泛性的一般观众，并注重现实系列节目。2015年，该电视频道完成了迄今最后一次定位调整，以强调性别平衡，并推出了《对口型大作战》和其他一些回归原创脚本的节目。
2018年1月18日，重新启用了“派拉蒙”商标并改名为派拉蒙电视网。改名之后的派拉蒙电视网将其总部迁至加利福尼亚州洛杉矶，与派拉蒙影业的制片厂同处一地。这一举动旨在将该电视频道与其同名电影制片厂联系起来，而原本有联系的联合派拉蒙电视网则已合并至CW电视网。派拉蒙电视网被维亚康姆传媒电视网定位于其大众向节目和原创系列节目的“旗舰播出频道”，并与其他“精选”基础付费频道（例如：美国经典电影频道和福斯特效频道）竞争。截至2015年2月，派拉蒙电视网（当时仍名为）在全美拥有9340万订阅家庭用户（约占美国收视家庭的80%）。